# Dandara (Egipte)
|  | No s'ha de confondre amb la guerrera afrobrasilera Dandara. |

Dandara o Dendera (àrab: دندرة, Dandara) és un lloc d'Egipte, uns 50 km al nord de Luxor.
El seu primer nom egipci fou Iunet. Després es va anomenar Tentira (llatí i grec: Tentyra o Tentyris), i fou la capital del nomós de Tentiris, a l'Alt Egipte. Estava situada a l'oest del Nil, a uns 60 km al nord de Luxor (Tebes).
El seu nom deriva del principal objecte de culte: la dea Atlor (Afrodita), contracció de Tly-n-Athor. La ciutat va tenir freqüents conflictes amb Ombos, i també amb Coptos, perquè allí adoraven els cocodrils, els quals eren rebutjats a Dandara.

## Arquitectura
Els monuments principals, tots grecs i romans, són: 
- El temple d'Hathor de Denderah.
- La capella d'Isis (Iseium).
- El Typhonium.